# Гифт (музичка група)
Гифт је српска музичка група, која је настала у Новом Саду.

## Чланови бенда
Бенд се састоји од 5 чланова:
- Јован Матић (Јоца Ајкула, надимак настаје због физичке сличности која је уочена у средњој школи[2]) - Фронтмен бенда и вокал, а пре Гифта, свира и са Афробит бендом. [3] Рођен је у Смедереву, али је живео у Битољу, Охриду и Београду, а од 9. године живи у Новом Саду. Време (4 године) проведено у Лондону, утиче на његов допринос музици.[4] Милан Мумин га је приметио је и препоручио бенду „Седам сестара”, а музика коју су изводили подсећала је на „Пинк флојд”. Године 1999. бенд је променио име у "Д Гифт". Његов први бенд се звао „Зихерица инвазија“, а онда мало настаје озбиљнији „Мебијус“.[5]
- Оливера Будошан (клавијатуре и беквокал)
- Лука Пулетић (електрична гитара)
- Жарко Дунић (басиста)
- Живко Грчић (бубњеви)

### Некадашњи чланови
- Златомир Гајић (басиста)
- Владимир Перовић (гитариста)
- Њувис Сабуорнин, Кубанка (басиста)
- Дејан Тошков (гитара)
- Милош Стојановић (бубњеви)

## Биографија
Јоца Ајкула је дао групи назив ГИФТ или ДАР (прикривено Јован), у Старом завету Јован значи „дар Божји“, или „Дар од Бога“.
Жанр који овај бенд негује је бритпоп. Група је под овим називом почела да ради 1999. године и одлучила се да се бави "каверима" или обрадама песама. Бенд је најпре стекао локалну, а потом и популарност широм региона, свирајући песме бендова и извођача као што су: Суеде, Радиохеад, Плацебо, Боуи, Дипеш Мод и други..
Захваљујући победи на конкурсу "Твоја песма" који су уприличили Mascom i Tin Drum Music., "Гифт" је снимио и објавио албум "У сенци града" 2021. године.
Песме „Суочен са истином“, „Не искачи“ и „Јеси ли срећан“ са првог албума, написао је Јоца Ајкула за три дана.
Ширу популарност стичу учешћем на Песми за Евровизију 2022. године. са песмом "Хаос", када су ушли у финале овог такмичења.

## Дискографија

### Албуми
- Дримоскоп
- У сенци града

### Синглови
- Мон Амоур
- Мона
- Диван сан
- Старбакс
- Суочен са истином
- Дисплеј
- Где Дунав љуби небо
- Корак испред
- Град у сенци
- Хаос
- Либерта

## Награде и номинације
| Година | Награда                 | Категорија              | Рад                                   | Исход      | Реф.          |
| ------ | ----------------------- | ----------------------- | ------------------------------------- | ---------- | ------------- |
| 2022.  | Песма за Евровизију ’22 |                         | Хаос                                  | 13. место  |               |
| 2023.  |                         | Алтернативна поп нумера | Пахуље                                | Номинација | [ 10 ]        |
| 2023.  | Песма за Евровизију ’23 |                         | Либерта                               | 9. место   | [ 11 ] [ 12 ] |
| 2025.  | Песма за Евровизију ’25 |                         | До краја времена (са Strings & Roses) |            |               |